# Elna Cullberg
Elna Ragnhild Ingegerd  Cullberg, född Westerström 3 mars 1871 i Tjureda församling, Kronobergs län, död 1 maj 1929 i Nyköpings östra församling, Södermanlands län, var en svensk rösträttsaktivist. Hon var mor till koreografen Birgit Cullberg.
Hon var verksam i kampanjen för införandet av kvinnlig rösträtt i Sverige och ordförande för Föreningen för kvinnans politiska rösträtt i Nyköping 1907–1910.